# Henriettea goudotiana
Henriettea goudotiana är en tvåhjärtbladig växtart som först beskrevs av Charles Victor Naudin, och fick sitt nu gällande namn av Penneys, Michelangeli, Judd och Frank Almeda. Henriettea goudotiana ingår i släktet Henriettea och familjen Melastomataceae. Inga underarter finns listade i Catalogue of Life.